# Dryopteris himachalensis
Dryopteris himachalensis är en träjonväxtart som beskrevs av Fraser-jenk. Dryopteris himachalensis ingår i släktet Dryopteris och familjen Dryopteridaceae. Inga underarter finns listade.